# Étienne d'Hastrel de Rivedoux
Pour l’article homonyme, voir Rivedoux-Plage.
Cet article concerne le général Étienne d'Hastrel de Rivedoux. Pour son fils, le peintre Étienne Adolphe d'Hastrel de Rivedoux, voir Adolphe d'Hastrel.
Le baron Étienne d'Hastrel de Rivedoux, né le 4 février 1766 à Pointe-aux-Trembles au Québec, et mort le 19 septembre 1846 à Versailles, est un général français.

## Biographie
Étienne d'Hastrel était fils de Jean Baptiste Christophe d'Hastrel de Rivedoux, gentilhomme de l'île de Ré, capitaine au service de la France, tué au siège de Pondichéry, et de Marie Anne Liénard.

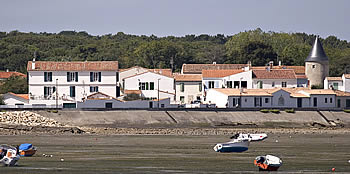
Front de mer de Rivedoux-Plage (Île de Ré), avec, à droite, la tour du manoir d'Hastrel (XVIIe siècle).

### Ancien régime
Admis à l'École royale militaire de Paris comme cadet-gentilhomme, avec rang de sous-lieutenant le 11 septembre 1781, il entre le 8 mai 1784 avec son grade dans le régiment d'Artois (48e d'infanterie), où il devient lieutenant le 1er janvier 1791, et capitaine pendant la campagne des Vosges le 13 avril 1792. 

### Guerres révolutionnaires
L'année suivante il se trouve aux retraites de Francfort, de Hochheim et de Mayence, à l'affaire de Bingen, et est nommé adjoint à l'état-major de l'armée du Rhin le 11 juillet.
En cette qualité il passe le 17 avril 1794 auprès de l'adjudant-général Fririon à l'armée de Rhin-et-Moselle, remplit les mêmes fonctions auprès de l'adjudant-général Simon à l'armée de l'Ouest à dater du 21 mai 1796, et prend part en l'an V aux travaux du cabinet topographique et historique.
Chef de bataillon le 28 mai 1797, il se rend le 20 octobre 1798 à l'état-major de l'armée de Mayence où il obtient le grade d'adjudant-général chef de brigade le 5 février 1799. En thermidor, à l'armée des Alpes, il rentre au Dépôt de la Guerre le 30 mars 1800, est compris en l'an IX dans l'organisation des adjudants-commandants, et rejoint en thermidor de cette année l'armée d'observation du Midi à Milan, puis gagne Strasbourg dans la 5e division militaire le 23 septembre 1802.

### Guerres napoléoniennes
Envoyé en fructidor suivant au camp de Bayonne, puis au corps d'Irlande attaché au camp de Brest, il est compris comme membre de la Légion d'honneur dans la promotion du 5 février 1804, et reçoit la décoration d'officier le 14 juin 1804.
Il entre le 11 septembre 1805 à l'état-major général de la Grande Armée sous les ordres du général Andréossi. Il combat en Autriche (1805), en Prusse (1806) et en Pologne (1807), et est promu au grade de général de brigade à Varsovie le 26 janvier 1807.
De retour en Allemagne le 2 mars et chef d'état-major du corps du prince de Ponte-Corvo à Anvers le 20 août 1809, il commande l'arrondissement de Bois-le-Duc à la fin de la campagne. Chef d'état-major du général Oudinot, commandant le corps d'observation en Hollande le 11 mai 1810, commandeur de la Légion d'honneur le 14 juin, il prend le gouvernement militaire de Hambourg le 25 décembre.
Chef d'état-major général provisoire de l'armée d'Allemagne le 26 février, et général de division le 25 mars 1811, il est nommé le 13 mars 1812, directeur-général de la conscription militaire, poste qu'il conserve jusqu'à la paix de 1814.

### RestaurationetMonarchie de Juillet
Chevalier de Saint-Louis le 19 juillet, et commandant le département des Vosges le 1er octobre, appelé par l'Empereur à Paris le 15 avril 1815, il exerce du 8 mai au 17 octobre les fonctions de chef de division an ministère de la Guerre.
Il est lieutenant du roi de 1re classe à Strasbourg du 9 décembre au 14 août 1816, et chargé cette année et la suivante, de diverses inspections générales d'infanterie dans les divisions de l'Est, puis il est admis à la retraite en 1824.
Rappelé dans le cadre de réserve de l'état-major général au mois d'octobre 1830, il rentre définitivement dans la retraite le 11 juin 1832. Il est fait grand officier de la Légion d'honneur le 8 mai 1835.
Il habite Versailles lorsqu'il meurt le 19 septembre 1846. Sa sépulture y est encore visible de nos jours au cimetière Notre-Dame. 
Hastrel de Rivedoux s'est marié deux fois, d'abord en 1796 avec sa cousine germaine Marie-Josèphe d'Hastrel de Rivedoux qui meurt quelques années après leur mariage, puis avec une Alsacienne, Louise Zaepffel, avec qui il a un fils, Adolphe d'Hastrel, capitaine d'artillerie, grand voyageur, surtout connu en tant que peintre et lithographe et qui a laissé à la postérité 61 lettres, des pièces et des dessins, en particulier un petit cahier de dessins intitulé Belgique, les fêtes de Bruges. Ses mémoires ont été publiés.

## Titres
- Baron Dehastrel et de l'Empire, décret du 19 mars 1808, lettres patentes du 27 juillet 1808 (Toulouse).

## Décorations
- Légion d'honneur :
  - chevalier de la Légion d'honneur le 15 pluviôse an XII, puis,
  - Officier de la Légion d'honneur le 25 prairial an XII, puis,
  - Commandeur de la Légion d'honneur le 14 juin 1810, puis,
  - Grand officier de la Légion d'honneur le 8 mai 1835 ;
- Chevalier de Saint-Louis le 19 juillet 1814.

## Armoiries
| Figure | Blasonnement |
|        | Armes de la famille d'Hastrel D'azur, au chevron d'or, accompagné de deux molettes de même, en chef, et d'une tête de levrier d'argent, colletée de gueules et bouclée d'or, en pointe. |
|        | Armes du baron Dehastrel et de l'Empire D'azur ; au chevron d'or accompagné en chef de deux molettes d'éperons d'argent et en pointe d'une tête de lévrier d'argent colletée de gueules et bouclée d'or ; quartier des barons militaires, brochant sur le tout. Livrées : les couleurs de l'écu. |